# Игроки-XXI
«Игроки-XXI» — спектакль АРТели АРТистов Сергея Юрского, поставленный на сцене МХАТ им. Чехова 60 раз в течение полутора лет. Премьера состоялась 18 февраля 1992 года. Телеверсия спектакля снята в 1993 году, аудиоверсия выпущена в 2006 году.

## История
«Игроки-XXI» — один из первых в постсоветской России спектаклей, поставленных независимым объединением актёров АРТели АРТистов Сергея Юрского, которая не являлась при этом официально зарегистрированным театром. Постановка была осуществлена при поддержке руководителя МХАТ имени Чехова Олега Ефремова. Ефремов, сам предложивший Юрскому вступить в труппу МХАТа имени Чехова, но вынужденный отказать после «звонка сверху», в качестве своего рода компенсации предложил ему поставить на сцене театра любой спектакль, которым и стали «Игроки-XXI». 
Часть средств на постановку спектакля были выделены Международной конфедерацией театральных союзов, при содействии её председателя Кирилла Лаврова, часть — найдены продюсером спектакля Давидом Смелянским. Таким образом, по некоторым оценкам, именно «Игроки-XXI» — первый продюсерский проект в современном российском театре.
Репетиции спектакля начались 11 декабря 1991 года во МХАТе имени Чехова. На первой встрече актёров было принято решение, что премьера «Игроков-XXI» состоится через два месяца, после 40 репетиций. При подготовке спектакля выяснилось, что ни один из актёров, занятых в нём, не умеет играть в карты. Генеральные репетиции спектакля, начавшиеся 20 февраля 1992 года, были открытыми и собирали полные залы во МХАТе. 
«Игроки-XXI» стали не только первым после национализации театров в 1919 году в стране спектаклем, поставленным не государственным репертуарным театром, а труппой, сформированной по принципу антрепризы, но и первым театральным спектаклем, билеты на который продавались по коммерческим ценам. Несмотря на это, в период спада в стране интереса публики к театру постановка пользовалась значительным зрительским и коммерческим успехом, а билеты на «Игроки-XXI» стали предметом продажи спекулянтов..
В спектакле были собраны популярные и по-настоящему звёздные актёры, что стало одной из причин его успеха. Единственным исполнителем, не являвшимся на тот момент театральным актёром, был артист эстрады Геннадий Хазанов, уже решивший оставить этот жанр из-за его «поражения дилетантизмом».
Несколько актёров, приглашённых режиссёром Юрским в спектакль, отказались участия в нём. Константин Райкин из-за занятости в театре «Сатирикон» отказался от роли Александра Михайловича Глова. Эту роль начал репетировать Сергей Маковецкий, однако по той же причине ушёл из проекта, не сыграв её ни одного раза. Зиновий Гердт из-за состояния здоровья и занятости отказался от роли Аркадия Андреевича Дергунова. Юрий Никулин отказался от роли Михаила Александровича Глова, так как просто не хотел играть в театре.
Важным условием успеха постановки, которым она пользовалась у зрителей, являлась неизменность актёрского состава, отсутствие какого-либо дублёров. Замена актёра была произведена лишь один раз — в связи с кончиной Евгения Евстигнеева, для которого роль Глова, сыгранная в спектакле 1 марта 1992 года, стала последней театральной работой. При этом, сам Евстигнеев был приглашён в спектакль и начал репетировать после остальных актёров. Евгений Евстигнеев сыграл роль Михаила Александровича Глова девять раз: четыре раза в спектакле и пять раз в репетиции при зрителях.

Как отмечал Геннадий Хазанов:
Поразительно, что все привнесенное в эту роль Сергеем Юрским на уровне сценария спектакля по-особому легло на внутренние процессы, происходившие с Евстигнеевым. Все рассуждения Глова о русской душе, о родительских чувствах и т. д. будто специально были включены в спектакль для Евстигнеева, словно по его предсмертной просьбе... Теперь я понимаю: в том, что последней ролью Евстигнеева была роль Глова, есть своя трагическая закономерность. И это – пусть не обижаются на меня мои товарищи по спектаклю – придало «Игрокам» особую магию и особую тайну. 
Для того, чтобы не «ломать» отношения в сложившемся актёрском ансамбле «вводом» нового исполнителя «со стороны», вместо скончавшегося Евстигнеева роль М. А. Глова стал играть сам Юрский, оставшись режиссёром спектакля.
Перед премьерой спектакля 25 февраля 1992 года в его программках был опубликован шуточный «манифест АРТели АРТистов».

## Создатели спектакля
- Сценарий  и постановка Сергея Юрского по пьесе Николая Гоголя «Игроки».
- Художник — Давид Боровский
- Продюсер — Давид Смелянский
- Музыкальное и шумовое оформление Василия Немировича-Данченко

## Действующие лица и исполнители
- Ихарев — Леонид Филатов
- Утешительный — Александр Калягин
- Кругель — Вячеслав Невинный
- Швохнев — Александр Яцко
- Глов Михаил Александрович — Евгений Евстигнеев (после смерти Евстигнеева роль исполнял Сергей Юрский[12])
- Глов Александр Михайлович — Юрий Черкасов
- Дергунов Аркадий Андреевич — Геннадий Хазанов
- горничная Аделаида Ивановна — Наталья Тенякова
- Гаврюшка — Андрей Сорокин

## Сюжет
Место действия гоголевской пьесы «Игроки» перенесено в наши дни в Сочи, в прибрежную гостиницу «Приморская». Текст пьесы остался почти неизменным, хотя её герои переодеты в современные костюмы, а сам спектакль шёл в интерьере начала 1990-х годов, что сделало пьесу особенно актуальной для зрителей, но вызвало негативную реакцию некоторых критиков. Экономические перемены в жизни страны придали дополнительную современность языку и сюжету пьесы у зрителей, которые ещё незадолго до этого жили в реальности плановой экономики и советского строя.   
Концепция оформления спектакля, реализованная художников Давидом Боровским, обладала, по словам известного критика Валерия Семеновского, «гиперреализмом» и «сверхнатуральностью», что парадоксальным образом создавало «пространство миражного быта, мнимого существования».   
Сам спектакль игрался как театральная постановка в классическом стиле. Символическая составляющая «Игроков-XXI» заключалась в связанности начала представления и его конца: появлении уборщицы гостиницы Аделаиды Ивановны (беспроигрышная колода Ихарева носила такое же имя) в самом начале пьесы и в её завершении.
Основными отклонениями сюжета спектакля от текста пьесы стало появление новых персонажей: горничной Аделаиды Ивановны, а также Аркадия Андреевича Дергунова, который у Гоголя лишь упоминается другими героями. Кроме того, в спектакль,  в частности, в характер Михаила Глова, по словам режиссёра Юрского, были привнесены черты из других произведений Николая Васильевича Гоголя: «Портрет» и «Мёртвые души». Персонаж Глова был сделан пьяницей и так как его представляли человеком, который «в рот не берёт», то это усилило линию лжи и притворства в постановке, кроме того, его также представляют «академиком», и, наконец, именно Михаил Глов, единственный из всей карточной компании, оказался человеком, всё-таки обладающим совестью.

Основной чертой и пьесы Гоголя, и поставленного спектакля является по-мнению Сергея Юрского, их многослойность:
Но есть круто замешанная ситуация тотального, многослойного, интегрального обмана. «Игроки» – это ведь означает не только «играющие в карты», но и «игруны», и «притворялы», и комедианты, и… ещё бог знает что!
Символическую многослойность спектакля относительность реальной жизни страны отметил и его продюсер Давид Смелянский:
Премьера спектакля «Игроки-XXI» состоялась 1 января 1992 года. 2 января 1992 года правительство Егора Тимуровича Гайдара отпустило цены. Экономика России начала переводиться на рыночные рельсы. Какая связь с нашей премьерой? Прямой — никакой. Но на самом деле эта связь есть, и, быть может, тогда для меня она не была столь очевидной, как сейчас.

## Критика
Несмотря на коммерческий и зрительский успех, критики и некоторые актёры, восприняли спектакль резко отрицательно. Так, Валерий Золотухин после посещения спектакля написал в своих дневниках: «Это вопиющая пошлость. Мне кажется, что актерам (Филатову) стыдно эту дребедень играть. Неужели деньги?..».
Во время гастролей АРТели АРТистов в Санкт-Петербурге в 1992 году критики отмечали, что спектакль хорошо принимали зрители, но сами высказывались в значительной степени отрицательно, называя его «несбывшимся спектаклем», «спектаклем-химерой», «спектаклем-миражом». В частности, «Игроки-XXI» характеризовались как «грандиозный провал "гладиаторов первой величины"». Единственным актёром, удостоенным положительных отзывов петербургских критиков стал коренной петербуржец Сергей Юрский. При этом сам спектакль олицетворялся как прощание с ушедшей исторической и театральной эпохой, в котором он предстает как «трансформация идеального правительственного концерта образца 1992 года» в «капустник дурного пошиба». Утверждалось, что сам спектакль рассыпался «на эстрадные репризы и миниатюры», а известные актёры просто используют в нём, присущий им набор штампов.
Трагические прозрения Гоголя, о которых Блок писал, что «их конем не объедешь», артельная «птица-тройка» объезжает так, что пыль стоит столбом. Театральные звезды 70-х играют, не отбрасывая тени, они словно люди без прошлого, будто не было за ними спектаклей Ефремова и Любимова. Игроки-ХХI играют, как и сами персонажи Гоголя, краплеными картами.
Режиссёр Юрский разительное противоречие между реакцией зрителей и отзывами профессиональных критиков объяснял несколькими причинами: 1) не сложившимися личными отношениями с московскими критиками после переезда в столицу; 2) раздражением критиков от слишком амбициозного манифеста АРТели АРТистов; 3) отсутствием в спектакле каких-либо «намёков и указателей», скрыто демонстрирующих, что именно придумано нового в постановке, из-за чего могло сложиться впечатление, что не было придумано абсолютно ничего; 4) восприятием спектакля как халтуры, в которой использованы простейшие декорации, а актёры играют сами себя; 5) негативным отношение к якобы высоким заработкам актёров за счёт спектакля, что, по словам Юрского, не соответствовало действительности; 6) привычкой воспринимать постановки по произведениям Гоголя в мрачно-мистическом духе и не видеть в «Игроках» реалистической комедии.